# District de Rarogne
Le district de Rarogne est l'un des treize dizains du canton du Valais d'avant 1848.
Aujourd'hui, il est partagé en deux demi-districts, séparés géographiquement par le district de Brigue :
- le demi-district de Rarogne occidental ;
- le demi-district de Rarogne oriental.